# Кібург (замок)
Кібург (нім. Kyburg) — середньовічний замок у Швейцарії, на південь від міста Вінтертур, кантон Цюрих.

## Історія
Замок розташовано на березі Тосс. Вперше Кібург згадується 1027 року під назвою Квіґебурґ (нім. Chuigeburg — замок корів). Графи Кібурга в ранньому середньовіччі були одними з найвпливовіших феодалів сучасної Швейцарії, поступаючись лише Габсбургам і Савойському дому.
Після смерті в 1264 році останнього графа Кібурга, замок і володіння графів перейшли до Рудольфа I Габсбурга й були включені до складу Австрійської монархії.
У XV столітті графство Кібург було придбано у Габсбургів вільним містом Цюрих. До 1831 року в замку знаходилась резиденція верховного бальї Цюриха, після чого замок було продано з аукціону. Нові власники Кібурга організували в замку музей і виставковий центр.
У 1917 році кантон Цюрих знову викупив Кібург, за 150 тисяч франків. У період з 1925 по 1927 роки в замку були проведені реставраційні роботи. З 1999 року замок передано до розпорядження Громадського музею «Замок Кібург».

## Експонати музею
Найстарші вцілілі будівлі Кібурга відносяться до XII-XIII століть. Це палац з великим залом, кутова вежа на південному заході, каплиця і три кам'яних будинки.
Другий палац, заснований Габсбургами в XIV столітті площею 290 м² на кожному поверсі, є найбільшим в своєму роді в німецькомовній частині Швейцарії.
Каплиця XIII століття побудована в римському стилі та досить добре збереглася в своєму первозданному вигляді, за винятком деяких змін, які внесла угорська королева Агнеса в 1308 році.
До уваги гостей в музеї представлені обстановка на середньовічної кухні, зразки демонструють світське життя часів лендфогства і атмосферу більш раннього середньовіччя. Серед експонатів музею безліч предметів побуту, колекція холодної зброї та обладунків, зібрання творів мистецтва і живопису.
Найвідоміший експонат Кібурга — Залізна Діва, середньовічне знаряддя тортур, яке 1876 року придбав і встановив в підземеллі тодішній власник замку Маттеус Пфау.